# Elene Dariani
Elene Dariani, pseudonyme d'Elene Bakradze, née en 1897 et morte en 1979, est une poétesse géorgienne.

## Biographie
Elene Dariani est considérée comme l’une des figures les plus mystérieuses de l’histoire littéraire géorgienne, membre du groupe symboliste géorgien Cornes bleues (ka). 
Elle est surtout connue pour les 14 poèmes érotiques qui composent le cycle Dariani publié dans les œuvres littéraires du poète géorgien Paolo Iachvili,.